# Calendario onomástico sueco
La lista que figura a continuación es el antiguo calendario onomástico sueco, sancionado por la Academia Sueca en 1901 y con estatus oficial hasta 1972. Algunos días todavía se refieren a fiestas tradicionales o religiosas en lugar de a nombres de personas. Varios de los nombres que figuran a continuación están relacionados con santos o mártires. Un grupo de trabajo, formado por la Academia Sueca y editores entre otras asociaciones, acordó adoptar un nueva lista en 2001, muy similar a la anterior pero con más nombres. Se prevé que esta lista se actualice cada 15 años.
En Suecia, es habitual que las personas celebren su onomástica.
La tradición se originó con el Calendario de Santos.

## Enero
1. Nyårsdagen (sin nombre)
2. Svea
3. Alfred
4. Rut
5. Hanna
6. Trettondedag jul (Epifanía; sin nombre)
7. August
8. Erland
9. Gunnar
10. Sigurd
11. Ene
12. Frideborg
13. Knut
14. Felix
15. Laura
16. Hjalmar
17. Anton
18. Hilda
19. Henrik
20. Fabian
21. Agnes
22. Vincent
23. Emilia
24. Erika
25. Paulus
26. Botilda
27. Göte
28. Karl (*)
29. Valter
30. Gunilla, Gunhild
31. Ivar

## Febrero
1. Max
2. Kyndelsmässodagen (Candelaria: sin nombre)
3. Disa
4. Ansgar
5. Agata
6. Dorotea
7. Rikard
8. Berta
9. Fanny
10. Eugenia
11. Yngve
12. Evelina
13. Agne
14. Valentin
15. Sigfrid
16. Julia
17. Alexandra
18. Frida
19. Gabriella
20. Hulda
21. Hilding
22. Martina
23. Torsten
24. Mattias
25. Sigvard
26. Torgny
27. Lage
28. Maria
29. (solo en años bisiestos)[note 1]

## Marzo
1. Ernst
2. Gunborg
3. Adrian
4. Tora
5. Ebba
6. Camilla
7. Filippa
8. Torbjörn
9. Ethel
10. Edvin
11. Viktoria (*)
12. Greger
13. Matilda
14. Kristoffer
15. Herbert
16. Gertrud
17. Edvard
18. Josef
19. Joakim
20. Bengt
21. Viktor
22. Gerda
23. Gabriel
24. Marie bebådelsedag (La Anunciación; sin nombre)
25. Emanuel
26. Rudolf
27. Malkolm
28. Jonas
29. Holger
30. Ester

## Abril
1. Haraldo
2. Gudmund
3. Ferdinand
4. Ambrosius
5. Nanna
6. Vilhelm
7. Ingemund
8. Hemming
9. Otto
10. Ingvar
11. Ulf
12. Julius
13. Artur
14. Tiburtius
15. Olivia
16. Patrik
17. Elias
18. Valdemar
19. Olaus Petri
20. Amalia
21. Anselm
22. Albertina
23. Georg
24. Vega
25. Markus
26. Teresia
27. Engelbrekt
28. Ture
29. Tyko
30. Mariana

## Mayo
1. Valborg
2. Filip
3. Göta
4. Monika
5. Gotthard
6. Sigmund
7. Gustava
8. Åke
9. Jonatan
10. Esbjörn
11. Märta
12. Carlos
13. Linnea
14. Halvard
15. Sofia
16. Hilma
17. Rebecka
18. Erik
19. Alrik
20. Karolina
21. Konstantin
22. Henning
23. Desideria
24. Ragnvald
25. Urban
26. Vilhelmina
27. Blenda
28. Ingeborg
29. Baltsar
30. Fritjof
31. Isabella

## Junio
1. Gun, Gunnel
2. Rutger
3. Ingemar
4. Holmfrid
5. Bo
6. Gustav
7. Robert
8. Salomon
9. Börje
10. Svante
11. Bertil
12. Eskil
13. Aina
14. Håkan
15. Justina
16. Axel
17. Torborg
18. Björn
19. Germund
20. Flora
21. Alf
22. Paulina
23. Adolf
24. Johannes Döparens dag
25. David
26. Rakel
27. Selma
28. Leo
29. Petrus
30. Elof

## Julio
1. Aron
2. Rosa
3. Aurora
4. Ulrika
5. Melker
6. Esaias
7. Klas
8. Kjell
9. Götilda
10. Anund
11. Eleonora
12. Herman
13. Joel
14. Folke
15. Ragnhild
16. Reinhold
17. Alexis
18. Fredrik
19. Sara
20. Margareta
21. Johanna
22. Magdalena
23. Emma
24. Kristina
25. Jakob
26. Jesper
27. Marta
28. Botvid
29. Olof
30. Algot
31. Helena, Elin

## Agosto
1. Per
2. Karin
3. Tage
4. Arne
5. Ulrik
6. Sixten
7. Arnold
8. Sylvia (*)
9. Roland
10. Lars
11. Susanna
12. Klara
13. Hillevi
14. Ebbe
15. Stella
16. Brynolf
17. Verner
18. Helena
19. Magnus
20. Bernhard
21. Josefina
22. Henrieta
23. Signe
24. Bartolomeus
25. Lovisa
26. Östen
27. Rolf
28. Augustin
29. Hans
30. Albert
31. Arvid

## Septiembre
1. Samuel
2. Justus
3. Alfhild, Alva
4. Moses
5. Adela
6. Sakarias
7. Regina
8. Alma
9. Augusta
10. Tord
11. Dagny
12. Tyra
13. Ambjörn
14. Ida
15. Sigrid, Siri
16. Eufemia
17. Hildegard
18. Alvar
19. Fredrika
20. Lisa
21. Matteus
22. Maurits
23. Tekla
24. Gerhard
25. Signild
26. Einar
27. Dagmar
28. Lennart
29. Mikael
30. Helge

## Octubre
1. Ragnar
2. Ludvig
3. Evald
4. Frans
5. Bror
6. Jenny, Jennifer
7. Birgitta
8. Nils
9. Ingrid
10. Helmer
11. Erling
12. Valfrid
13. Teofil
14. Manfred
15. Hedvig
16. Finn
17. Antoinetta
18. Lukas
19. Tore
20. Sibylla (sustituyó a Kasper en 1934)
21. Birger
22. Seved
23. Sören
24. Evert
25. Inga
26. Amanda
27. Sabina
28. Simon
29. Viola
30. Elsa
31. Edit

## Noviembre
1. Allhelgonadagen
2. Tobias, Tim
3. Huberto
4. Sverker (cambiado desde Nore en 1905)
5. Eugen
6. Gustav Adolf
7. Ingegerd
8. Vendela
9. Teodor
10. Martin Luther
11. Mårten
12. Konrad
13. Christian
14. Emil
15. Leopold
16. Edmund
17. Napoleon
18. Magnhild
19. Elisabet
20. Pontus
21. Helga
22. Cecilia
23. Klemens
24. Gudrun
25. Katarina
26. Torkel
27. Astrid (cambiado de Estrid en 1907)
28. Malte
29. Sune
30. Anders

## Diciembre
1. Oskar
2. Beata
3. Lydia
4. Barbro
5. Sven
6. Nikolaus
7. Agaton
8. Virginia
9. Anna
10. Malin
11. Daniel
12. Alexander
13. Lucia
14. Sten
15. Gottfrid
16. Assar
17. Inge
18. Abraham
19. Isak
20. Israel
21. Tomas
22. Natalie
23. Adam
24. Eva
25. Juldagen (Navidad, sin nombre propio)
26. Stefan—Staffan
27. Johannes
28. Menlösa barns dag (Matanza de los Inocentes, sin nombre)
29. Abel
30. Set
31. Sylvester